# Étienne III Bethlen
Pour les articles homonymes, voir Étienne III.
Étienne III Bethlen d'Iktár (en hongrois : iktári Bethlen István), né en 1582 et mort le 10 janvier 1648 à Ecsed, fut prince de Transylvanie en 1630.

## Biographie
Frère de Gabriel II Bethlen, il tente de s'imposer comme prince de Transylvanie du 28 septembre au 26 novembre 1630 mais il doit renoncer du fait de l'hostilité de Catherine de Brandebourg, la veuve de son frère qui appuie son concurrent Georges Ier Rákóczi. 
De sa première épouse Krisztina Csáky, il laisse plusieurs enfants : 
- Druzsina, née en 1614, épouse de François Rhédey, prince de Transylvanie
- Gábor
- István (1606–1633), joupan principal du comitat de Bihar
- Péter, joupan principal des comitats de comitat de Máramaros et de comitat de Hunyad
- Katalin
- Anna, épouse de Sámuel Gyulaffy et mère de Mária Gyulaffy, elle-même mère du prince Imre Thököly

Après la mort de Krisztina Csáky, il épouse en 1623 Katalin Károlyi (1588–1635), sœur de Zsuzsanna Károlyi, première épouse de son frère Gabriel Bethlen. Aucun enfant ne naît de ce deuxième mariage.